# 大墙乡
大墙乡是中国陕西省咸阳市乾县下辖的一个乡。

## 行政区划
大墙乡下辖以下行政区：
大墙村、富德府村、上程村、邓家村、周南村、西天堡村、小寨村、西小章村、赵里村